# 할리아칼라 천문대
할리아칼라 천문대(영어: Haleakalā Observatory) 또는 할리아칼라 천체 관측장(영어: Haleakalā High Altitude Observatory Site)은 하와이 최초의 연구용 천문대이다. 천문대는 마우이섬에 위치해 있으며 하와이 대학의 천문학 기관의 소유이며, 이 곳에서 천문대의 장치들을 작동하거나 또한 다른 연구기관에 장소를 임대하고 있다. 임차인으로는 미국 공군 연구소(AFRL)와 라스 컴브레스 천문대 글로벌 망원경 네트워크(LCOGTN)가 있다. 할레아칼라산에 위치해 있다.

## 시설

### 미스 태양 관측소
미스 태양 관측소(Mees Solar Observatory)는 케네스 미스(Kenneth Mees)의 이름을 따서 1964년에 지어졌다. 이 관측소는 하나의 돔에서 여러 개의 장치가 마운트를 공유해서 사용한다.

### 팬-스타스
개관적 조사 망원경과 신속 대응 시스템(Pan-STARRS)은 계획된 배열의 망원경들에 컴퓨팅 시설을 더한 것으로 하늘을 지속적으로 조사하고 위치천문학과 광도측정법으로 정확하게 객체를 탐지하는 장치이다. 같은 장소의 하늘에서 이전 관측과 비교하여 차이를 감지해낸다. 이 장치로 새로운 소행성, 혜성, 그리고 많은 별들과 천체를 찾아낼 것으로 기대하고 있다. 현재, 1.8 미터 (71 in) PS1 프로토타입 망원경이 작동하고 있으며 PS2 타입은 건설 중에 있다.

### 폴크스 망원경 노스
폴크스 망원경 노스는 라스 컴브레스 천문대 글로벌 망원경 네트워크(LCOGTN)의 파트너인 폴크스 망원경 프로젝트가 소유하고 운영하고 있는 2.0 미터 (79 in) 반사 망원경으로 주로 영국과 유럽에 있는 학생들에게 연구 목적용으로 망원경의 원격 액세스를 제공하고 있다.

### TLRS-4 레이저 거리 측정 시스템
TLRS-4 레이저 거리 측정 시스템(TLRS-4 Laser Ranging System)은 국제 레이저 거리 측정 서비스(ILRS)의 일부로, 위성 레이저 거리 측정과 달 레이저 거리 측정 데이터를 제공한다. TLRS-4는 데이터의 정확도를 위해 기존 시설을 대체하였다. 기존 시설은 지금 팬-스타스 프로젝트에 이용되고 있다.

### 황도대 광도 관측 기구
황도대 광도 관측 기구(Zodiacal Light Observatory)는 현재 두 개의 장치로 구성되어 있다. 테두리 활성 영역 및 코로나용 분산 방지 관측(SOLARC 또는 SOLAR- C) 망원경은 0.5 미터 (20 in) 축외 반사 코로나그래프로써 태양의 코로나를 연구하기 위해 사용된다. 종일 모니터링 망원경 시스템(DNSM)은 할리아칼라의 대기의 작은 변화를 망원경과는 별개로 관측할 수 있게 해준다.

### 마우이 우주 감시 복합체(MSSC)
미국 공군 연구소(AFRL)의 과학적 연구를 위한 미공군 사무소(AFOSR)는 마우이 우주 감시 복합체(MSSC)를 운영하고 있으며, 이는 미공군 마우이 광학 및 슈퍼컴퓨팅 사이트(AMOS)의 일부이다. MSSC에 위치한 것은 3.67 미터 (144 in) 고급 전기 광학 시스템 망원경(AEOS)과 마우이 우주 감시 시스템(MSSS), 지상 전기 광학 심우주 감시체계(GEODSS)이다. MSSS는 1.6 미터(63 in) 망원경, 공적 마운트에서 두 개의 1.2 미터(47 in) 망원경, 0.8 미터(31 in) 빔 디렉터/트랙커, 그리고 0.6 미터(24 in) 레이저 빔 디렉터 등 여러 광학적 자산을 사용한다. GEODSS는 두 개의 1.0 미터 (39 in) 망원경과 하나의 0.38 미터 (15 in) 망원경을 사용한다.

## 앞으로의 시설들
발전된 태양 망원경(ATST)은 4.0 미터 (160 in) 태양 망원경으로 국립 태양 천문대에서 현재 건설 중이다. 미국 공군 연구소(AFRL)는 AEOS 건물 근처에 미러-리코팅(Mirror Re-coating) 시설의 건설을 계획하고 있다.

## 이전 시설들
- 베이커-넌 망원경은 1957년에서 1976년까지 우주 트랙커 프로젝트의 일환으로 운영되었다.[14]
- 달 레이저 거리 측정 실험(LURE) 관측 시설은 1974년부터 1994년까지 운영되었다.[14] 팬-스타스 PS1은 현재 이 시설의 남쪽 돔에 위치하고 PS2가 북쪽 돔에 건설되고 있다.
- 시카고 대학교의 엔리코 페르미 기구는 1991년에서 2007년까지 할리아칼라 우주선 중성자 모니터 기지를 운영하였다.[14][15]
- 할리아칼라 감마선 관측 기구는 적도의에 달린 여섯 개의 거울의 대기 이미징 체렌코프 망원경이었다. 1981년부터 운영하기 시작했고 1988년에 업그레이드 되었다.
- 다색 활성 은하 핵 모니터링(MAGNUM)은 도쿄 대학[16]에서 운영하던 2.0 미터 (79 in) 근적외선 망원경이었다. 1998년부터 2008년도까지 달 레이저 거리 측정실험(LURE) 관측 시설의 북쪽 돔에 위치해 있었다.[14]
- 할리아칼라 관측장 중심부 근처 플랫폼에서 대기광 관측들이 1960년대와 1970년대에 이뤄졌다. 이 플랫폼은 지금은 임시 프로젝트들을 위해 이용된다.[11]
- 지구면 내 소행성 추적(NEAT) 프로그램은 2000년부터 2007년까지 MSSS의 1.2 m 망원경 중 하나를 사용하여 운영되었다.

## 비 천문 시설들
- 미국 연방 항공국에서 관측장 서쪽 바로 옆으로 시설을 한 곳 운영하고 있다.[14]
- 미국 에너지부에서도 마찬가지로 관측장 서쪽 바로 옆에 시설을 한 곳 운영하고 있다.[14]
- 관측장에 한 작은 건물이 할리아칼라 아마추어 천문학자들을 위해 사용되고 있다.[14]

## 갤러리

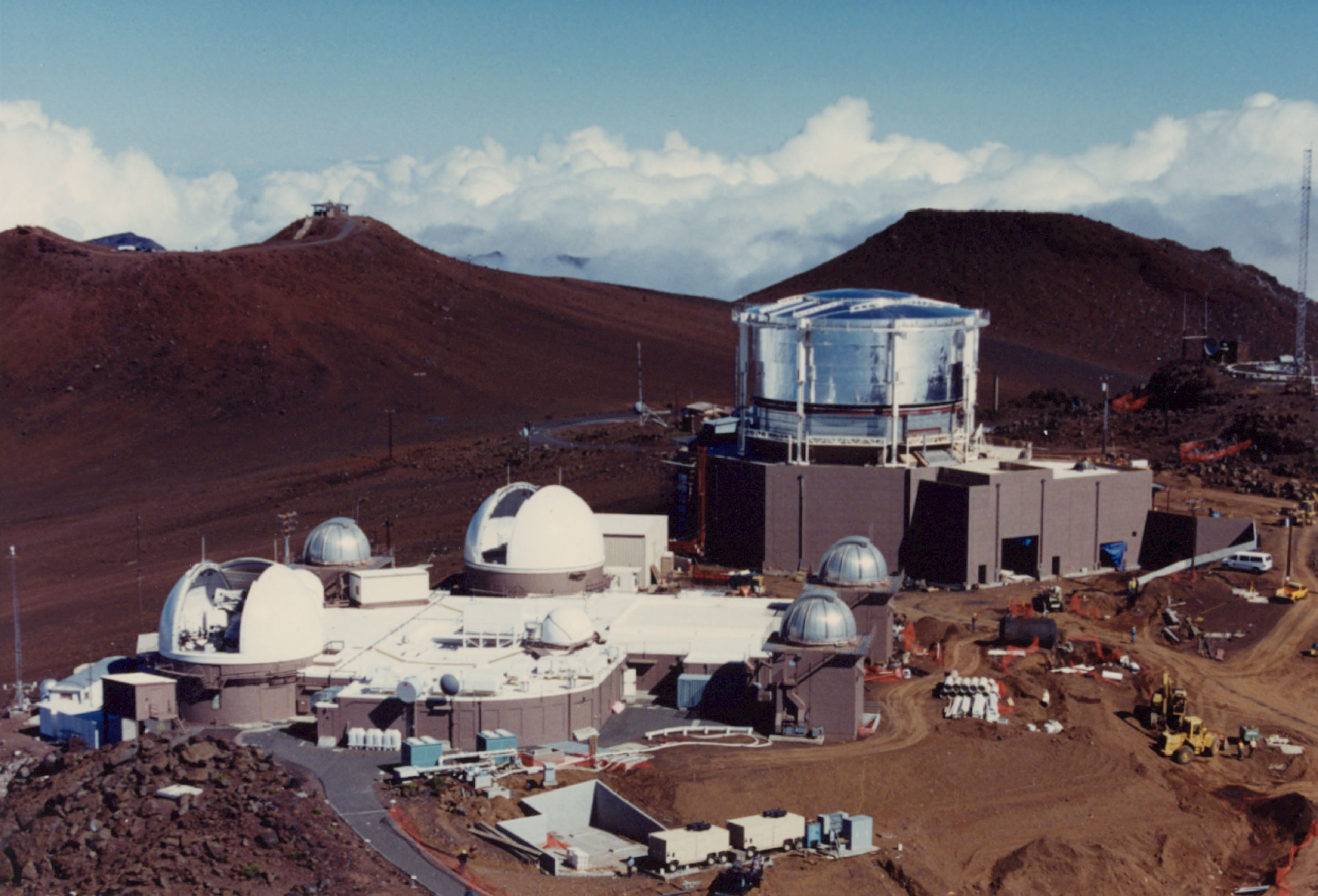
할리아칼라 관측소 웨스트 사이드의 공군 연구소
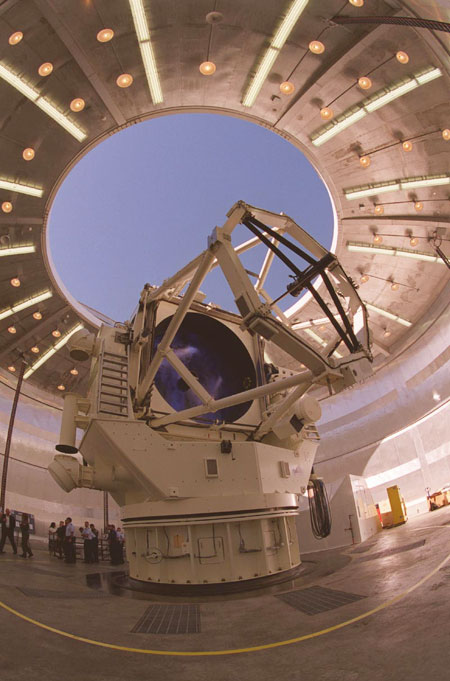
AEOS 망원경

## 같이 보기
- 마우나케아 천문대